# تپه کمر بلبل
تپه کمر بلبل مربوط به دوران‌های تاریخی پس از اسلام است و در شهرستان قم، بخش کهک، روستای خدیجه خاتون واقع شده و این اثر در تاریخ ۲ بهمن ۱۳۸۲ با شمارهٔ ثبت ۱۰۷۸۱ به‌عنوان یکی از آثار ملی ایران به ثبت رسیده است.